# Karl-Heinz Florenz
Karl-Heinz Florenz est un député européen allemand né le 22 octobre 1947 à Neukirchen-Vluyn. Il est membre de l'Union chrétienne-démocrate d'Allemagne.

## Biographie
Agriculteur de profession, il est membre de la CDU depuis 1973.
Il est élu député européen la première fois lors des élections européennes de 1989. Il est réélu en 1994, 1999, 2004, 2009 et 2014.
Au Parlement européen, il siège au sein du groupe du Parti populaire européen, dont il est membre du bureau depuis le 16 février 1997, avec une interruption de quelques mois en 1999-2000. Il a été président de la commission de l'environnement, de la santé publique et de la sécurité alimentaire de 2004 à 2007, lors de la 6e législature, et vice-président de la délégation pour les relations avec l'Australie et la Nouvelle-Zélande de 1994 à 1997, lors de la 4e législature.
Au cours de la 7e législature, il est membre de la commission de l'environnement, de la santé publique et de la sécurité alimentaire.
Il est chevalier de l'ordre du Mérite de la République fédérale d'Allemagne.